# Данилов, Альберт Петрович
Альберт Петрович Данилов (5 октября 1934, Челябинск — 17 мая 2023, Ярославль) — советский хоккеист, нападающий. Мастер спорта СССР (1957). Заслуженный тренер РСФСР, заслуженный работник физической культуры и спорта РФ. Старший брат хоккеиста Владимира Данилова.

## Биография
Призёр всесоюзного юношеского финала по футболу, второй призёр первенства РСФСР по баскетболу.
В 12 лет начал заниматься хоккеем в челябинской СДЮШОР, играл в младшей юношеской команде «Дзержинец». В чемпионате СССР дебютировал в начале декабря 1951 года в мате против ленинградского «Динамо». 10 января в возрасте 17 лет 3 месяца 5 дней забил гол «Крыльями Советов», став самым молодым автором гола чемпионатов СССР. Выступал за команды «Дзержинец» / «Авангард» Челябинск (1951/52 — 1954/55, 1956/57- 1957/58), ОДО Свердловск (1955/56), «Спартак» Омск (1958/59 — 1959/60, 1961/62), «Буревестник» Омск (1960/61).
Выступал за футбольный «Авангард» Челябинск (1953).
Окончил Омский институт физкультуры. Старший тренер команд «Таганай» Златоуст (1962/63 — 1963/64, 1968/69 — 1969/70), «Трактор» (1965/66, 1972/73 — 1973/74), «Химик» Березники (1974/75), «Автомобилист» Свердловск (1975/76 — 1978/79).
Государственный тренер СССР по Челябинской области (1980/1981), тренер ДЮСШ ЧИМЭСХ (1982—1984), «Сельхозвузовца» Челябинск (1983—1984). Главный тренер «Металлурга» Череповец (1984/85), «Молота» Пермь (1985/86 — 1987/88). Тренер (1999—1990), главный тренер (1990—1991) «Торпедо» Ярославль. Тренер клуба «Яринтерком» (1992).
Тренер ДЮСШ Ярославль. Главный тренер «Торпедо-2» Ярославль (1997/98 — 1999/2000). Возглавлял научно-методический центр «Локомотива».
Среди воспитанников — Дмитрий Афанасенков.
Скончался 17 мая 2023 года.